# Pankokenkapelle
Pankokenkapellen waren bis in die 1950er Jahre Musikkapellen, die durch Hamburger Straßen zogen und musizierten, um Geld bei Passanten und Anwohnern zu erbitten. In der Regel handelte es sich um Quartette, manchmal auch Trios, die vor allem Blasinstrumente spielten. Meistens trugen die Musiker uniform schwarze Melonen, seltener auch Zylinder. Ihre festgelegten Routen durch bestimmte Stadtteile mussten behördlich genehmigt sein. Es heißt, dass sie vor allem bekanntes Hamburger Liedgut im Repertoire hatten und manchentags die Menschen auf den Straßen zum Tanzen brachten. Pankokenkapellen wurden auch für bestimmte Anlässe wie Jubiläen, Richtfeste oder Geschäftseröffnungen gemietet, um ein Ständchen oder auch einige Stücke mehr zu bringen. Seltener dienten sie der Unterhaltung eines ganzen Abends.
Der Name geht zurück auf Leberecht Pankoken, Sohn eines Klarinettenspielers aus Krempe, der um 1850 in die Stadt kam, um ein Blasorchester zu gründen. Da dies nicht gelang, tat er sich mit einem Geiger, einem Posaunisten und einem Klarinettisten zu eben der ersten Pankokenkapelle zusammen, er selbst spielte Schalmei. Da die Gruppe in ihren Darbietungen sehr schräge Töne von sich gegeben haben soll, wurde in der Folge der Begriff Pankokenkapelle oft synonym für schlechte Straßenmusiker verwendet.
Auch heute gibt es einige Musikgruppen und Mietkapellen, die sich selbstironisch auf die Pankokenkapelle beziehen.